# Milly-Lamartine
Milly-Lamartine is een gemeente in het Franse departement Saône-et-Loire (regio Bourgogne-Franche-Comté) en telt 305 inwoners (1999). De plaats maakt deel uit van het arrondissement Mâcon.

## Geografie
De oppervlakte van Milly-Lamartine bedraagt 2,9 km², de bevolkingsdichtheid is 105,2 inwoners per km².
De onderstaande kaart toont de ligging van Milly-Lamartine met de belangrijkste infrastructuur en aangrenzende gemeenten.

## Demografie
Onderstaande figuur toont het verloop van het inwonertal (bron: INSEE-tellingen).

## Lamartine
Staatsman en schrijver Alphonse de Lamartine (1790-1869) bracht een groot deel van zijn jeugd door in Milly. Het Maison de Lamartine was sinds 1705 in het bezit van zijn familie. De gemeente Milly nam de naam Milly-Lamartine aan om haar beroemdste inwoner te eren.